# 亞齊基夫齊 (杜納伊夫齊區)
48°44′53″N 26°54′4″E / 48.74806°N 26.90111°E
亞齊基夫齊（烏克蘭語：Яцьківці）是位於烏克蘭西部赫梅利尼茨基州裏卡緬涅茨-波多利斯基區的杜納伊夫齊市鎮的村莊，面積1.25平方公里，海拔高度183米，2001年人口239，人口密度每平方公里191.2人。